# (72570) 2001 EB14
(72570) 2001 EB14 – planetoida z pasa głównego asteroid okrążająca Słońce w ciągu 4,2 lat w średniej odległości 2,6 j.a. Odkryta 15 marca 2001 roku.